# Latirus nematus
Latirus nematus är en snäckart som beskrevs av Woodring 1928. Latirus nematus ingår i släktet Latirus och familjen Fasciolariidae. Inga underarter finns listade i Catalogue of Life.